# Amerbach-Kabinet

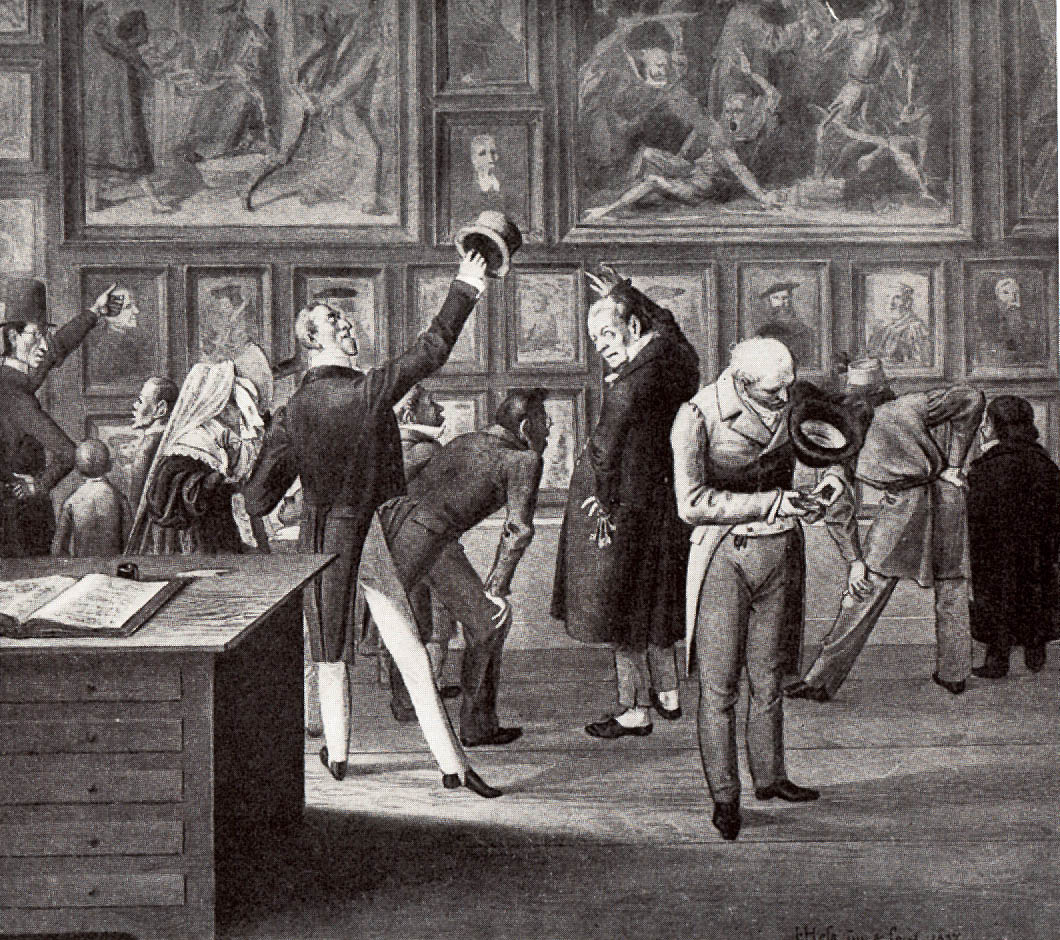
Besökare i konstsalen i Haus zur Mücke 1837, av Hieronymus Hess (1799–1850)

Amerbach-Kabinet var en samling av föremål, målningar och böcker som samlades ihop av medlemmar i familjen Amerbach i Basel i Schweiz, framför allt av två juridikprofessorer vid Universität Basel: Bonifacius Amerbach (1495–1562) och hans son Basilius Amerbach den yngre (1533–1591).

## Bildgalleri

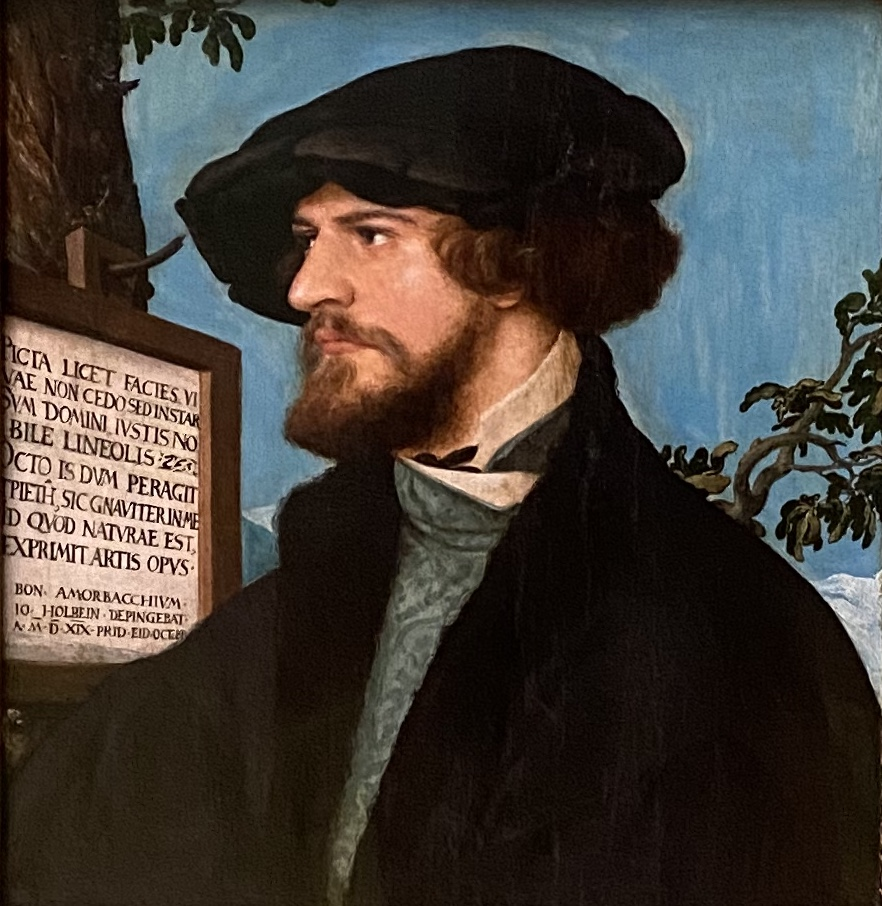
Porträtt av Bonifacius Amerbach av Hans Holbein den yngre
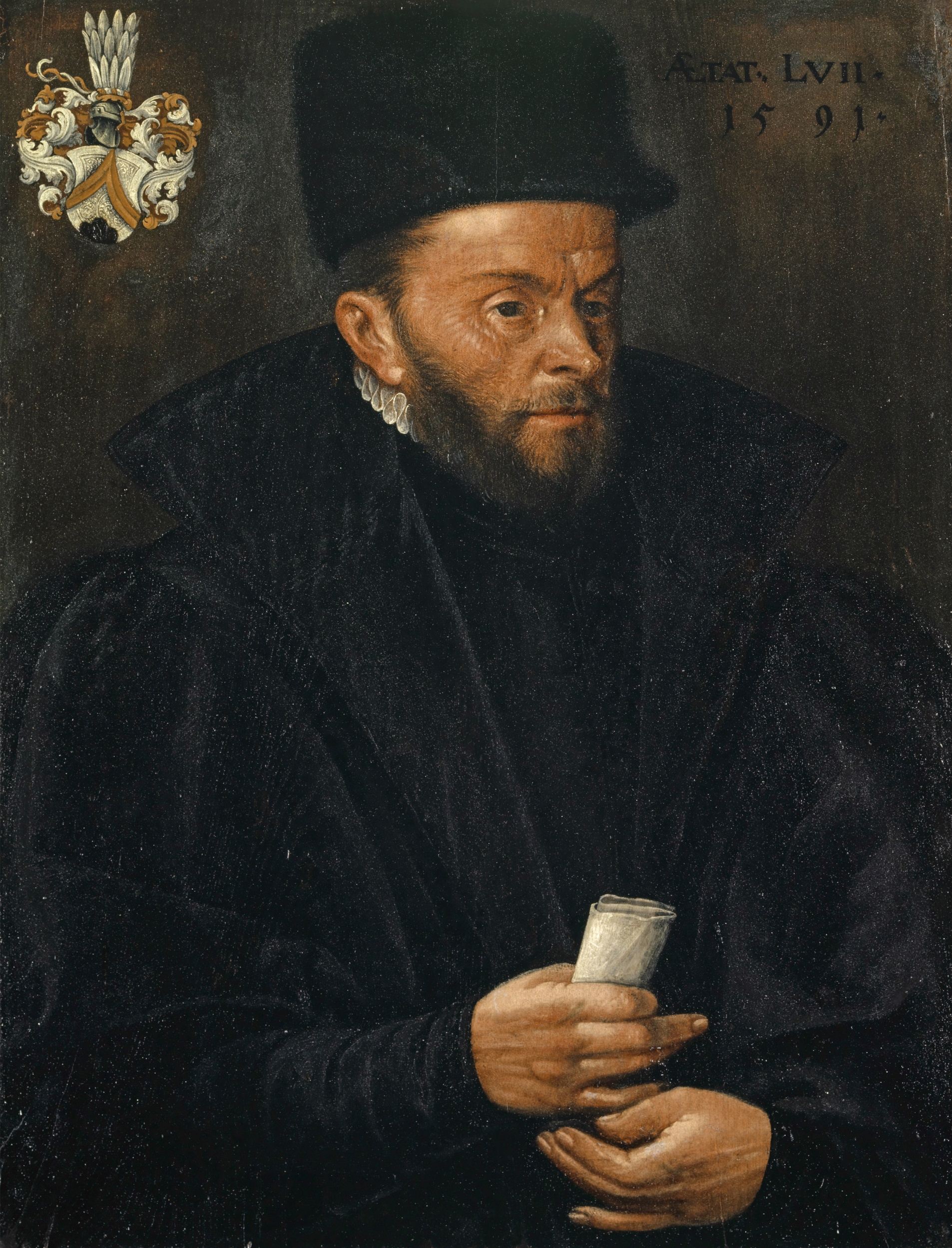
Porträtt av Basilius Amerbach av Hans Holbein den yngre

En central del av Ambachsamlingen är arvet från Erasmus av Rotterdam av vilket  Bonifacius förvaltade en andel. Samlingen innehöll också den största samlingen målningar av Hans Holbein den yngre, skisser, medaljer, sällsynta mynt, Amerbachfamiljens korrespondens samt ett bibliotek med 9 000 böcker. Boksamlingen innehöll fler än 2 000 teologiska, 2 000 juridiska, 2 000 filosofiska och 1 000 historiska volymer.
År 1661 erbjöds Basilius Ambachs arvingar ett anbud för samlingen från en köpare i Amsterdam. Detta ledde till att framträdande borgare i Basel propagerade för ett lokalt inköp och samlingen köptes av staden Basel och Universität Basel. Universitetet tog hand om samlingen och förvarade den i universitetsbyggnaden. År 1671 flyttades samlingen till Haus zur Mücke, där den visades för allmänheten. Detta var troligen den första offentliga utställningen i världen.
Idag är samlingen uppdelad mellan universitetet, Kunstmuseum Basel och Historisches Museum Basel.